# ОШ „Чибуковачки партизани” Краљево
ОШ „Чибуковачки партизани“ је осмогодишња школа која се налази у Краљеву и функционише у оквиру образовног система Републике Србије. Отворена је 1960. године.